# Scopula caledonica
Scopula caledonica är en fjärilsart som beskrevs av Holloway 1979. Scopula caledonica ingår i släktet Scopula och familjen mätare. Inga underarter finns listade.